# Club Balonmano Puente Genil
Club Balonmano Puente Genil (deutsch: Handballclub Puente Genil) ist ein spanischer Handballverein aus Puente Genil. Das erste Männerteam tritt in der höchsten spanischen Liga, der Liga Asobal, an.
Aus Sponsoringgründen spielt die erste Mannschaft der Männer des Vereins unter dem Namen Ángel Ximénez Puente Genil.

## Geschichte
Der Verein wurde im Jahr 1984 gegründet. Vorgänger war der Verein Puente Genil OJE; schon in den 1950er Jahren wurde in Puente Genil Handball gespielt. Zu den Erfolgen in dieser Zeit zählen drei Meisterschaften des weiblichen Nachwuchses. In der Saison 1983/84 gelang dem Männerteam der Aufstieg in die primera división (zweite Liga), aus der sie allerdings nach einem Jahr wieder abstiegen. Von 1987 bis 1990, 2009 und auch von 2011 bis 2013 gehörte die Mannschaft erneut der zweiten Liga an, seit 2013 sind sie in Spaniens erster Liga, der Liga Asobal, durchgehend vertreten.

## Name
Der Sponsorenname Ángel Ximénez stammt von dem Unternehmen Ximenez Iluminación, das den Verein unterstützt und dessen Chef Mariano Jiménez auch Vereinsvorstand ist.

## Halle
Der Verein hat im Pabellón Municipal Alcalde Miguel Salas seine Heimspielstätte.

## Spieler
Zu den Spielern im Verein gehörte Michail Rewin.

## Trainer
Trainer der ersten Mannschaft ist Francisco Bustos Gámez. Von 2014 bis Ende 2015 trainierte Fernando Barbeito, von 2018 bis 2019 Julián Ruiz das Team.